# OTTサービス
OTTサービス（Over-the-Top media service：オーバー・ザ・トップ・メディアサービス）は、インターネットを介して視聴者に直接提供されるメディアサービスのことである。日本では一般的に動画配信サービス、ストリーミングサービスと呼ばれるものの多くがこれに当てはまるが、それらに限らず音声通話やメッセージングなども含む広い概念を指す。
OTTは、ケーブルテレビやブロードキャスト（地上波）、衛星放送など、従来コンテンツの管理者や配信者として機能していた企業を経由せずに提供される。
映画やテレビのコンテンツ（他の制作者から取得した既存のコンテンツや、提供者が制作するオリジナルコンテンツを含む）へのアクセスを提供するサブスクリプションのビデオ・オン・デマンド（SVoD）サービスはOTTの形態の一つである。
OTTは、従来の衛星放送やケーブルテレビとは異なり、セットトップボックスなどの専用機器を必要とせず、一般のインターネット回線を利用する。視聴者が自由に選んで契約できるパッケージ形式で提供する企業も存在する。
OTTサービスは、通常、パソコン上のウェブサイトや、スマートフォンやタブレットなどのモバイル機器、ゲーム機などのデジタルメディアプレーヤー、スマートテレビプラットフォームを搭載したテレビなどのアプリを介して利用される。

## 定義
2011年、カナダの電気通信規制機関であるカナダラジオテレビ通信委員会は、「（ケーブルや衛星などの）配信専用の施設やネットワークに依存しない番組へのインターネットアクセスが、'OTT' サービスと呼ばれるものの特徴であると考える」と述べた。
ケーブルテレビやIPTVが提供するビデオ・オン・デマンドの映像配信システムは、チャンネルを瞬時に変更できる厳重な管理のネットワークであるのに対し、iTunesなどのOTTサービスでは、映像を先にダウンロードしてから再生する必要があり、Netflix、Hulu、Disney+、Amazon Prime VideoなどのOTTプレーヤーでは、映画のダウンロードが完了する前に再生を開始するもの（ストリーミング）もある。
米国の連邦通信委員会は、OTTサービスをMVPD（多チャンネル映像配信サービス）とOVD（オンラインビデオ配信サービス）の2つのグループに分類している。
バーチャルMVPDには、「AT&T TV」「fuboTV」「Sling TV」「Hulu + Live TV」「YouTube TV」など、さまざまなサービスがある。

## 背景
放送において、OTTコンテンツとは、インターネット上で配信される音声、映像、その他のメディアコンテンツのことで、コンテンツの制御や配信にMSO（Multiple-System Operator）が関与しないものである。
インターネットプロバイダーは、IPパケットの内容は知っていても、コンテンツの視聴能力、著作権、その他の再配布については責任を負わず、コントロールすることもできない。このモデルは、有料テレビ、ビデオ・オン・デマンド、インターネット・プロトコル・テレビ（IPTV）のように、インターネットサービスプロバイダ（ISP）から映像や音声のコンテンツを購入またはレンタルする場合とは対照的である。OTTとは、第三者が提供するコンテンツをエンドユーザーに配信するもので、ISPは単にIPパケットを伝送するだけである。

## コンテンツの種類

### OTTテレビ
一般的にインターネットテレビなどと呼ばれる。この信号は、地上波や衛星からテレビ信号を受信するのではなく、インターネットや携帯電話のネットワークを介して受信する。アクセスは、アプリまたは別個のOTTドングルやボックスを使って、携帯電話、PC、スマートテレビに接続し、映像配信事業者がコントロールする。
2017年半ばには、米国の家庭の58％が1カ月に1回、OTTチャンネルにアクセスするようになり、OTTチャンネルの広告収入は、ウェブブラウザのプラグインによるものを上回った。

### OTTイベント
同時視聴者数の記録は、ディズニーが運営するインドのビデオストリーミングプラットフォーム「Hotstar」の1,860万人だった。

### OTTメッセージング
モバイルネットワーク事業者が提供するテキストメッセージングサービスの代わりに、第三者が提供するインスタントメッセージングサービスやオンラインチャットを指す。例えば、Facebookが運営するWhatsAppは、インターネットに接続されたスマートフォンでテキストメッセージングを代替する役割を果たしている。OTTメッセージングを提供するサービスには、LINE、iMessage、Skype、などがある。

### OTT音声通話機能
一般的にVoIPと呼ばれる。例えばLINE、FaceTime、Skype、Zoomなどで提供されているオープンなインターネット通信プロトコルを使用しており、携帯電話事業者が提供する既存の事業者管理下のサービスを置き換えたり、時には強化したりしている。

## アクセス手段とユーザー統計
消費者は、携帯電話、スマートテレビ（Google TVなど）、セットトップボックス（Apple TV、Fire TV、Rokuなど）、ゲーム機、タブレット、デスクトップおよびラップトップパソコンなど、インターネットに接続されたデバイスを介してOTTコンテンツにアクセスすることができる。
2019年時点で、OTTコンテンツのストリーミング視聴者全体の45％以上をAndroidとiOSのユーザーが占めており、39％のユーザーがウェブを利用してOTTコンテンツにアクセスしている。
2023年の調査では、日本国内のOTTサービスの視聴者数は4,000万人に達し、そのうち約6割が広告付き動画を利用していることが報告された。OTTコンテンツの視聴に使用したデバイスのトップ3は「PC（52％）」「スマートフォン（44％）」「コネクテッドTV（33％）」であった。